# Carl Hinckeldeyn

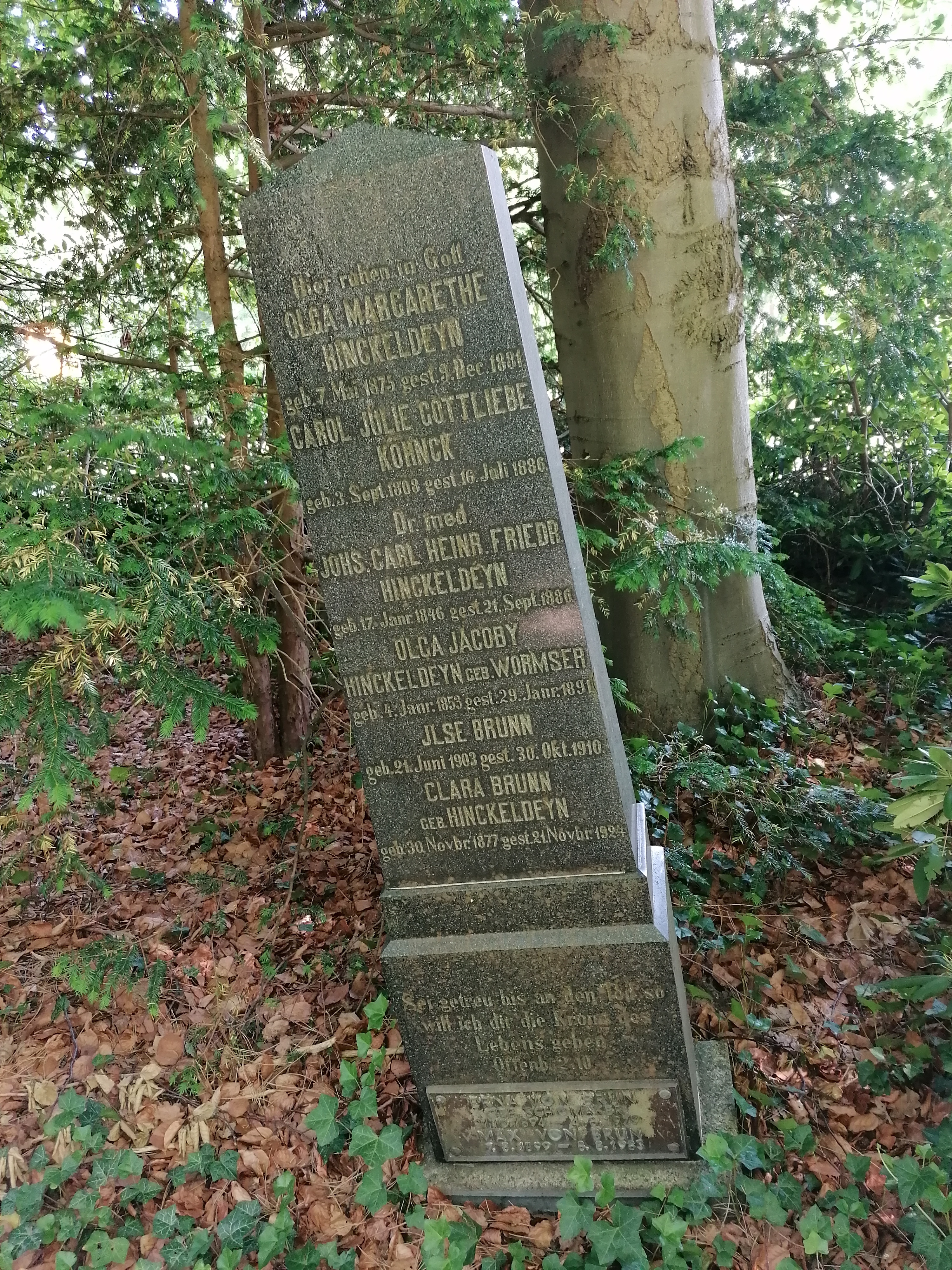
Grabstein der Familie Hinckeldeyn auf dem Burgtorfriedhof

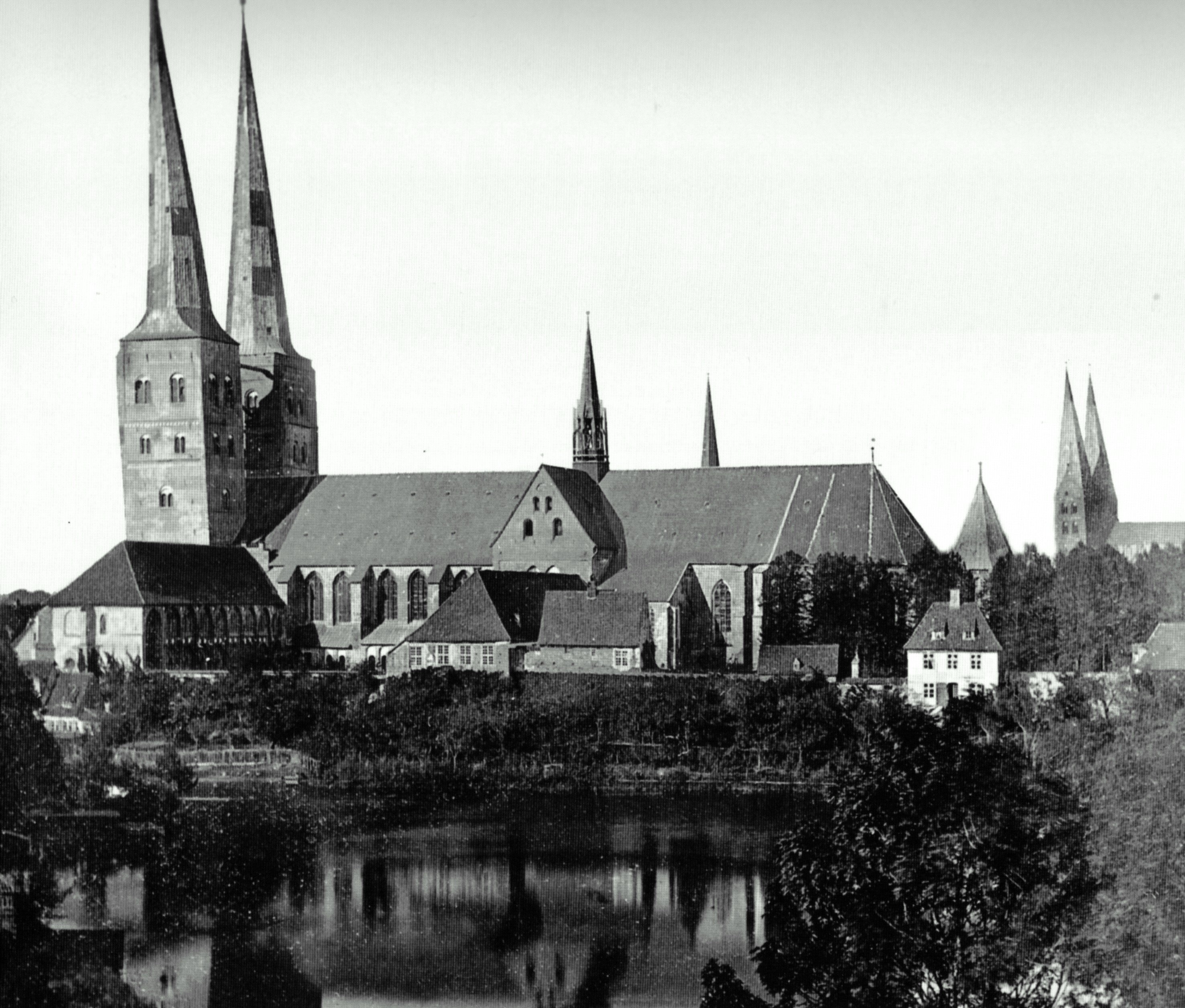
Allgemeines Krankenhaus

Johannes Carl Heinrich Friedrich Hinckeldeyn (* 17. Januar 1846 in Lübeck; † 21. September 1886 in Lübeck) war ein Arzt und Mitglied der lübeckischen Bürgerschaft.

## Leben

### Herkunft
Carl Hinckeldeyn war der Sohn des Kunst- und Handelsgärtners und Inhaber der Firma Christ. v. Brocken Carl Adolph Georg Heinrich Hinckeldeyn. Karl Hinckeldeyn, Architekt und preußischer Baubeamter, war sein jüngerer Bruder. Ida Hinckeldeyn, Begründerin der heutigen lübeckischen Thomas-Mann-Schule, war seine Schwester.

### Laufbahn
Nach dem Studium der Medizin mit bestandenem Examen ließ sich Hinckeldeyn 1870 als Arzt in seiner Vaterstadt nieder. Am 24. März 1870 wurde er zum Assistenzarzt am Allgemeinen Krankenhaus erwählt und bekleidete das Amt fast drei Jahre. Als der Arzt Carl Andreas Heinr. Mollwo auf sein Ansuchen als dirigierender Arzt des Krankenhauses entlassen wurde, erwählte der Senat am 11. August 1875 Hinckeldeyn. Dieser trat sie zu Michaelis an.
Hinckeldeyn war als leitender Oberarzt der lübeckischen Strafanstalt tätig und in seiner ausgedehnten Privatpraxis. Er war ein  leidenschaftlicher Verfechter für den Bau des neuen Krankenhauses und strebte eine möglichst vollkommene Einrichtung desselben an.
An die Stelle des abtretenden Hinckeldeyn als Armenarzt im dritten Krankenbezirk trat 1877 Carl Leop. Hanssen.
Nachdem Hinckeldeyn 1873 seine Stellung als Assistenzarzt am Krankenhaus aufgegeben hatte und durch seine Privatpraxis in nähere Berührung mit seinen Mitbürgern getreten war, trat er lübeckischen Privatgesellschaften wie der Geographischen Gesellschaft bei.
Im April 1885 ernannte ihn der lübeckische Kampfgenossenverein in Anerkennung der sich als Vereinsarzt erworbenen Verdienste zu seinem Ehrenmitglied.
Hinckeldeyn zog sich bei einer Leichensektion eine Blutvergiftung zu und verstarb wenige Wochen später.

### Politik
Am 30. September 1874 wählte der Lübecker Senat Hinckeldeyn zum Mitglied des Medizinal-Kollegiums. An Stelle des abtretenden Hinckeldeyn wählte der Senat am 2. Oktober 1880 Hanssen zum Mitglied des Kollegiums. Am 26. September 1885 wählte der Senat an Stelle des abtretenden Ad. Joh. Ludolph Hammerich wieder ihn zum Mitglied des Kollegiums. Am 2. Oktober 1886 wurde an Stelle des verstorbenen Hinckeldeyns Hammerich wiedergewählt.
Bei der Bürgerschaftswahl 1875 für den III. Wahlbezirk (Marien Quartier und Vorstadt St. Lorenz) wurde Hinckeldeyn, er wohnte zu dieser Zeit in der Königstraße Ecke der Aegidienstraße 850, mit 183 Stimmen als 13. von 18 Kandidaten in die Bürgerschaft gewählt. Dort machte er in medizinischen Angelegenheiten seine Autorität wiederholt erfolgreich geltend. Auch 1881, Hinckeldeyn wohnte jetzt in der oberen Mühlenstraße 924 MQ (24), nahm die Vertrauenskommission ihn wieder als Kandidat für die Bürgerschaftswahl in Aussicht. Er stand nun auf der Liste der Fortschrittspartei. Als einer der elf bisher der Bürgerschaft angehörenden Kandidaten wurde er von der Vertrauenskommission 7 aufgestellt. Unter den verbleibenden 28 wurde von der Vertrauenskommission nur einer aufgestellt. Bei der Bürgerschaftswahl am 18. Juni 1881 für den IV. Wahlbezirk (Johannis Quartier und Vorstadt St. Jürgen) zur Ergänzung der Bürgerschaft übten von 1310 Wahlberechtigten 650 ihr Stimmrecht aus. Hinckeldeyn wurde mit 275 Stimmen wiedergewählt. Im Johannis-Quartier sind von den 24 zu Wählenden nur 5 der 11 von der Fortschrittspartei erwählt worden.

### Gesellschaft zur Beförderung gemeinnütziger Tätigkeit
1873 trat Hinckeldeyn der Gesellschaft zur Beförderung gemeinnütziger Tätigkeit, bei.
Am 24. März 1874 wurde Hinckeldeyn zum Mitglied des Ausschusses für den freien Schwimmunterricht in deren Vorstand erwählt. 1880 schied er aus diesem wieder aus. Als Aufsichtsratsmitglied der Lübecker Badeanstalt wirkte er bei der Verwaltung dieser hygienisch wichtigen Einrichtung mit.
Auf der Deliberationsversammlung  vom am 19. Januar 1875 wurde die Erhöhung des Jahresbeitrages der zweiten Kleinkinderschule um 600 Mk ab dem laufenden Jahr ohne Diskussion einstimmig angenommen. Gleichzeitig wurde die Neuwahl eines Vorstandes der Schule für den ausscheidenden Mollwo vorbereitet. Vorgeschlagen wurden Hinckeldeyn, Joh. Jac. Carl Maret (Arzt und Wundarzt) und Theodor Schorer. Auf der Versammlung am 26. Januar 1875 wurde Hinckeldeyn erwählt und sollte sich um die Förderung ihrer Zwecke verdient machen. Am 22. Februar 1881 wurde an Stelle des ausscheidenden Hinckeldeyn ein neuer Vorsteher gewählt. Vorgeschlagen wurden Just. Friedr. Max Dotzauer (Polizeiarzt), Theodor Eschenburg und Schorer. Gewählt wurde Schorer.
Am 9. Februar 1875 wurden für den zum Konservator gewählten Heinr. Wilh. Christ. Lenz die Herren Carl Ferd. Buchholz, Hinckeldeyn und Oberlehrer Franz Christ. Reuter vorgeschlagen.
Auf der Deliberationsversammlung am 9. November 1880 wurde der Antrag von Heinrich Mann, Carl Türk und Hinckeldeyn auf Bewilligung einer jährlichen Subvention von 600 Mk für die Grauen Schwestern über drei Jahre genehmigt.
Am 27. März 1881 trat im Saal der Gesellschaft ein Komitee, dessen Mitglied Hinckeldeyn war, zusammen. Dessen Ziel war es,  für die Genesung und Kräftigung armer kränklicher Kinder zu sorgen. Ihnen sollte in den Sommerferien ein Aufenthalt auf dem Lande verschafft werden. Aus dieser Humanitären Bestrebung gründete sich der lübeckische Verein für Ferienkolonien.

### Familie
Olga, seine Frau, bestand nach dem Besuch des Roquetteschen Lehrerseminars das Examen und war somit Lehrerin.

## Referenzen
1. ↑  „Exzellenz Wirklicher Geheimrat Karl Adolf Hinckeldeyn“, In: Vaterstädtische Blätter, 1907
2. ↑  Local- und vermischte Notizen. In: Lübeckische Blätter, 23. Jahrgang, Nummer 99, Ausgabe vom 11. Dezember 1881, S. 140.
3. ↑  Der Begriff "dirigierender Arzt" ist nicht eindeutig definiert und kann je nach Kontext unterschiedliche Bedeutungen haben. In der Regel bezieht er sich auf einen Arzt, der eine leitende Position innehat und die Verantwortung für die medizinische Leitung einer Abteilung oder Einrichtung trägt. In Lübeck gibt es verschiedene Ärzte, die als "dirigierender Arzt" bezeichnet werden könnten, je nachdem, in welchem Kontext die Frage gestellt wird.
4. ↑  Local- und vermischte Notizen. In: Lübeckische Blätter, 17. Jahrgang, Nummer 65, Ausgabe vom 15. August 1875, S. 364.
5. ↑  Local- und vermischte Notizen. In: Lübeckische Blätter, 19. Jahrgang, Nummer 52, Ausgabe vom 1. Juli 1877, S. 296.
6. ↑  Local- und vermischte Notizen. In: Lübeckische Blätter, 27. Jahrgang, Nummer 34, Ausgabe vom 29. April 1885, S. 200.
7. ↑  Local- und vermischte Notizen. In: Lübeckische Blätter, 16. Jahrgang, Nummer 80, Ausgabe vom 7. Oktober 1874, S. 452.
8. ↑  Local- und vermischte Notizen. In: Lübeckische Blätter, 22. Jahrgang, Nummer 80, Ausgabe vom 6. Oktober 1880, S. 460.
9. ↑  Local- und vermischte Notizen. In: Lübeckische Blätter, 27. Jahrgang, Nummer 78, Ausgabe vom 30. September 1885, S. 448.
10. ↑  Local- und vermischte Notizen. In: Lübeckische Blätter, 28. Jahrgang, Nummer 80, Ausgabe vom 6. Oktober 1886, S. 448.
11. ↑  Local- und vermischte Notizen. In: Lübeckische Blätter, 17. Jahrgang, Nummer 49, Ausgabe vom 20. Juni 1875, S. 286–287.
12. ↑  Local- und vermischte Notizen. In: Lübeckische Blätter, 23. Jahrgang, Nummer 39, Ausgabe vom 15. Mai 1881, S. 232.
13. ↑  Local- und vermischte Notizen. In: Lübeckische Blätter, 23. Jahrgang, Nummer 42, Ausgabe vom 25. Mai 1881, S. 248.
14. ↑  Bürgerschaftswahl. In: Lübeckische Blätter, 23. Jahrgang, Nummer 49, Ausgabe vom 19. Juni 1881, S. 283.
15. ↑  Local- und vermischte Notizen. In: Lübeckische Blätter, 23. Jahrgang, Nummer 49, Ausgabe vom 19. Juni 1881, S. 284.
16. ↑  Gesellschaft z. Bef. gem. Thät. In: Lübeckische Blätter, 16. Jahrgang, Nummer 24, Ausgabe vom 25. März 1874, S. 147–148.
17. ↑  Bericht des Vorstandes der Lübecker Badeanstalt über das fünfte Geschäftsjahr 1879. In: Lübeckische Blätter, 22. Jahrgang, Nummer 39, Ausgabe vom 16. Mai 1880, S. 227–229.
18. ↑  Gesellschaft z. Beförd. gemeinnütz. Thätigkeit. In: Lübeckische Blätter, 17. Jahrgang, Nummer 6, Ausgabe vom 20. Januar 1875, S. 36.
19. ↑  Gesellschaft z. Beförd. gemeinnütz. Thätigkeit. In: Lübeckische Blätter, 17. Jahrgang, Nummer 8, Ausgabe vom 27. Januar 1875, S. 48.
20. ↑  Gesellschaft zur Bef. gemeinnütz. Thätigkeit. In: Lübeckische Blätter, 23. Jahrgang, Nummer 14, Ausgabe vom 15. Februar 1881, S. 78.
21. ↑  Gesellschaft zur Bef. gemeinnütz. Thätigkeit. In: Lübeckische Blätter, 23. Jahrgang, Nummer 16, Ausgabe vom 23. Februar 1881, S. 91.
22. ↑  Gesellschaft z. Beförd. gemeinnütz. Thätigkeit. In: Lübeckische Blätter, 17. Jahrgang, Nummer 12, Ausgabe vom 10. Februar 1875, S. 71.
23. ↑  Gesellschaft z. Bef. gemeinnütz. Thätigkeit. In: Lübeckische Blätter, 22. Jahrgang, Nummer 90, Ausgab0e vom 10. November 1880, S. 518–519.
24. ↑  Local- und vermischte Notizen. In: Lübeckische Blätter, 23. Jahrgang, Nummer 25, Ausgabe vom 27. März 1881, S. 148.
25. ↑  Local- und vermischte Notizen. In: Lübeckische Blätter, 26. Jahrgang, Nummer 35, Ausgabe vom 30. April 1884, S. 220.

| Personendaten    | Personendaten                                                                                                |
| ---------------- | --- |
| NAME             | Hinckeldeyn, Carl                                                                                            |
| ALTERNATIVNAMEN  | Hinckeldeyn, Johannes Carl Heinrich Friedrich (vollständiger Name); Hinckeldeyn, Johanns Carl Heinr. Friedr. |
| KURZBESCHREIBUNG | Lübecker Arzt und Politiker                                                                                  |
| GEBURTSDATUM     | 17. Januar 1846                                                                                              |
| GEBURTSORT       | Lübeck |
| STERBEDATUM      | 21. September 1886                                                                                           |
| STERBEORT        | Lübeck |